# Сімен Вут
Сімен Вут (нід. Siemen Voet, 3 лютого 2000, Лохрісті) — бельгійський футболіст, центральний захисник братиславського «Слована».

## Клубна кар'єра
Вихованець клубу «Брюгге». Не зігравши жодного матчу за рідну команду, 23 серпня 2019 року Сімен був відданий в оренду в «Руселаре», де майже відразу став основним гравцем. У 24 матчах другого дивізіону країни він забив двічі та віддав одну гольову передачу. По завершенні оренди, 6 серпня 2020 року було оголошено, що Вут відданий в оренду в інший місцевий клуб «Мехелен» на сезон з можливістю викупу. Дебютував у складі нового клубу 17 жовтня 2020 року в матчі вищого бельгійського дивізіону з «Кортрейком» (1:2), забивши свій перший гол на найвищому рівні, тим не менш закріпитись у команді не зумів.
11 червня 2021 року Вут підписав дворічний контракт з голландським клубом «Зволле». Дебютував у Ередивізі 15 серпня 2021 року в домашній грі проти «Вітессе» (0:1), а 14 грудня 2021 року забив свій перший гол за клуб, відкривши рахунок у матчі Кубка країни проти МВВ (4:0).
У червні 2022 року підписав трирічний контракт зі «Слованом» (Братислава).

## Виступи за збірні
1 лютого 2017 року Вут провів свій єдиний матч у складі юнацької збірної Бельгії до 17 років у товариському матчі проти Франції (1:5).

## Статистика
| Сезон                           | Клуб       | Ліга        | Чемпіонат | Чемпіонат | Кубок | Кубок | Міжнародні | Міжнародні | Інше | Інше  | Всього | Всього |
| Сезон                           | Клуб       | Ліга        | Ігор      | Голів     | Ігор  | Голів | Ігор       | Голів      | Ігор | Голів | Ігор   | Голів  |
| ------------------------------- | ---------- | ----------- | --------- | --------- | ----- | ----- | ---------- | ---------- | ---- | ----- | ------ | ------ |
| 2019/20                         | «Руселаре» | Дивізіон 1B | 24        | 2         | 1     | 0     | —          | —          | 0    | 0     | 25     | 2      |
| 2020/21                         | «Мехелен»  | Ліга Жупіле | 9         | 1         | 1     | 0     | —          | —          | 0    | 0     | 10     | 1      |
| 2021/22                         | «Зволле»   | Ередивізі   | 17        | 0         | 2     | 1     | —          | —          | 0    | 0     | 19     | 1      |
| 2022/23                         | «Слован»   | Суперліга   | 0         | 0         | 0     | 0     | 0          | 0          | 0    | 0     | 0      | 0      |
| Загалом                         | Загалом    | Загалом     | 50        | 3         | 4     | 1     | 0          | 0          | 0    | 0     | 54     | 4      |
| Оновлено на 26 червня 2022 року |            |             |           |           |       |       |            |            |      |       |        |        |

## Титули і досягнення
- Чемпіон Словаччини (2):

«Слован»: 2022–23, 2024–25